# Physoconops infuscatus
Physoconops infuscatus är en tvåvingeart som beskrevs av Camras 1955. Physoconops infuscatus ingår i släktet Physoconops och familjen stekelflugor. Inga underarter finns listade i Catalogue of Life.